# Карабас (Абайская область)
Карабас (каз. Қарабас, до 2011 г. — Семёновка) — село в Бескарагайском районе Абайской области Казахстана. Административный центр Карабасского сельского округа. Код КАТО — 633647100.

## Население
В 1999 году население села составляло 2136 человек (1037 мужчин и 1099 женщин). По данным переписи 2009 года, в селе проживали 1424 человека (671 мужчина и 753 женщины).